# Odnes Station
Odnes Station (Odnes stasjon) var en jernbanestation på Valdresbanen, der lå i Søndre Land kommune i Norge. Den lå ved banens laveste punkt, lige ved Land sag og høvleri.
Stationen åbnede 28. november 1902, da den første del af banen mellem Eina og Dokka blev taget i brug. Oprindeligt hed Odnæs, men den skiftede navn til Odnes i 1903. Den blev nedgraderet til holdeplads 7. januar 1968 og til trinbræt 10. juni 1968. Persontrafikken på banen blev indstillet 1. januar 1989, men Odnes havde fortsat status som sidespor. I 2010'erne er sporet blevet asfalteret over flere steder mellem Eina og Dokka, så det er reelt ikke længere muligt at køre tog til stationen.
Odnes var fra gammel tid et knudepunkt med anløb af dampskibe og stop på en gammel postrute. Før det blev vedtaget, at Valdresbanen skulle gå vestover fra Eina, blev det også overvejet at føre den til Odnes via Røykenvik og nordover langs Randsfjordens østlige bred, men sådan skulle det ikke gå. I banens første tid var der en vis trafik i forbindelse med hotellerne i Odnes. Derudover var meget stationens virksomhed knyttet til Land sag og høvleri, der også fortsatte efter at banen blev nedlagt. Ellers har Dokka overtaget rollen som regionalt centrum.
Der blev opført en stationsbygning til åbningen i 1902. Den blev udvidet omkring 1940 af Gudmund Hoel og Bjarne Friis Baastad. Bygningen brændte i 2001,  og det kan være vanskeligt at fastslå dens placering i dag.